# Shooting brake
Shooting brake – typ nadwozia samochodu osobowego, którego nazwa wywodzi się od XIX-wiecznej odmiany powozów konnych wykorzystanych do przewozu grup łowieckich wraz z ekwipunkiem i upolowaną zwierzyną. 
Początkowo samochody typu shooting brake stanowiły połączenie dwudrzwiowego nadwozia sportowych lub luksusowych coupe z wysoko poprowadzoną linią dachu w stylu kombi. Z czasem, terminem shooting brake zaczęto na masową skalę nazywać także sportowo stylizowane, zwykłe 5-drzwiowe kombi z nisko poprowadzoną linią dachu, klapą bagażnika położoną pod dużym kątem i szeroko zarysowanymi nadkolami, poza cechami coupe noszącymi cechy także elementy specyficzne dla hatchbacków.

## Historia
W pierwszej połowie XX wieku nadwozie shooting brake stosowane było głównie przez wąskie grono brytyjskich producentów samochodów luksusowych jak Rolls-Royce czy Bentley, z czego szczególnie dużą sławę zyskały takie pojazdy jak Rolls-Royce Phantom II Shooting Brake z 1930 roku czy 1947 Bentley Mk VI Countryman z 1947 roku.
Druga połowa XX wieku przyniosła większą popularność nadwozi shooting brake. Do produkcji wdrożyły je także takie przedsiębiorstwa jak Aston Martin, Reliant czy Volvo.
Nadwozie shooting na przestrzeni lat zachowało funkcję niszową, stosowaną głównie przez producentów drogich i małoseryjnych samochodów. Uległo to zmianie dopiero na przełomie pierwszej i drugiej dekady XXI wieku, kiedy to samochody o charakterze shooting brake wprowadziła Alfa Romeo (Brera) i Volkswagen (Scirocco), a później także Kia (Proceed).

### Pojazdy małoseryjne
Nadwozie typu shooting brake cieszy się też dużą popularnością w przypadku manufaktur i małych studiów projektowych modyfikujących pojazdy na potrzeby prototypów lub limitowanych serii ręcznie wykonanych pojazdów. Do popularnych pojazdów tego typu należą zarówno konstrukcje z drugej połowy XX wieku jak Lynx Eventier i Aston Martin Lagonda Shooting Brake, jak i pojazdy opracowane w pierwszych dwóch dekadach XXI wieku - Maserati Quattroporte Bellagio, Bentley Continental Flying Star czy Tesla Model S Shooting Brake.

### Pojazdy studyjne
W XXI wieku kształty shooting brake często nadawane były samochodom studyjnym jako zwiastun nowego języka stylistycznego lub pokaz możliwości konstruktorów, nie spotykając się z wdrożeniem do produkcji seryjnej. Jednym z pierwszych prototypów typu shooting brake był Chevrolet Nomad z 2004 roku oraz Audi Shooting Brake Concept z 2005 roku, a w kolejnych latach zastosował to także Fisker ze studium Fisker Surf z 2011 roku czy Volvo przy okazji premiery prototypu Concept Estate z 2014 roku.